# Pascoea coeruleogrisea
Pascoea coeruleogrisea är en skalbaggsart som beskrevs av Stefan von Breuning 1950. Pascoea coeruleogrisea ingår i släktet Pascoea och familjen långhorningar. Inga underarter finns listade i Catalogue of Life.